# I. Städtischer Friedhof Eisackstraße
Der I. Städtische Friedhof Eisackstraße befindet sich im Berliner Ortsteil Schöneberg des Bezirks Tempelhof-Schöneberg. Er wurde 1883 angelegt. Verkleinerungen des Friedhofs erfolgten im Rahmen des Umbaus Berlins zur Welthauptstadt Germania und durch den Bau der Stadtautobahn A 100.

## Geschichte

### Selbstständiges Schöneberg

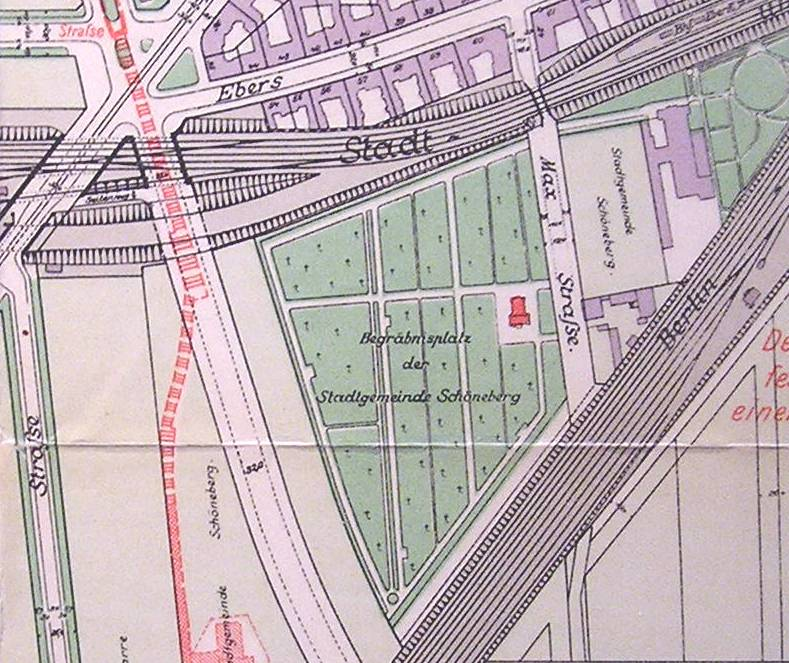
Ursprüngliche Ausdehnung und Lage des Friedhofs

Der 1883 angelegte Friedhof war der erste Gemeindefriedhof von Schöneberg. Seine Größe betrug damals 44.133 m², wovon 7.605 m² auf die Wege entfielen.

### Weimarer Republik
Mit der Eingemeindung Schönebergs nach Groß-Berlin wurde der Friedhof 1920 ein städtischer Friedhof des neu entstandenen Bezirks Schöneberg von Berlin.
Im Zuge von Planungen für das Südgelände sollte langfristig der Friedhof in einen Park umgewandelt werden. Am 23. Februar 1928 beschloss das Bezirksamt die Schließung des Friedhofs. Die Abstimmung mit Magistrat und Polizeipräsidenten zog sich über eineinhalb Jahre hin und erst am 10. September 1929 genehmigte der Polizeipräsident die Schließung. Nachdem jedoch bereits 1932 ein Mangel an Grabstellen auftrat, wurde der Friedhof wieder eröffnet. Bis 1944 sollte noch bestattet werden, sodass nach Ablauf der 25-jährigen Ruhefrist das Gelände ab 1969 für andere Zwecke zur Verfügung gestanden hätte.

### Zeit des Nationalsozialismus

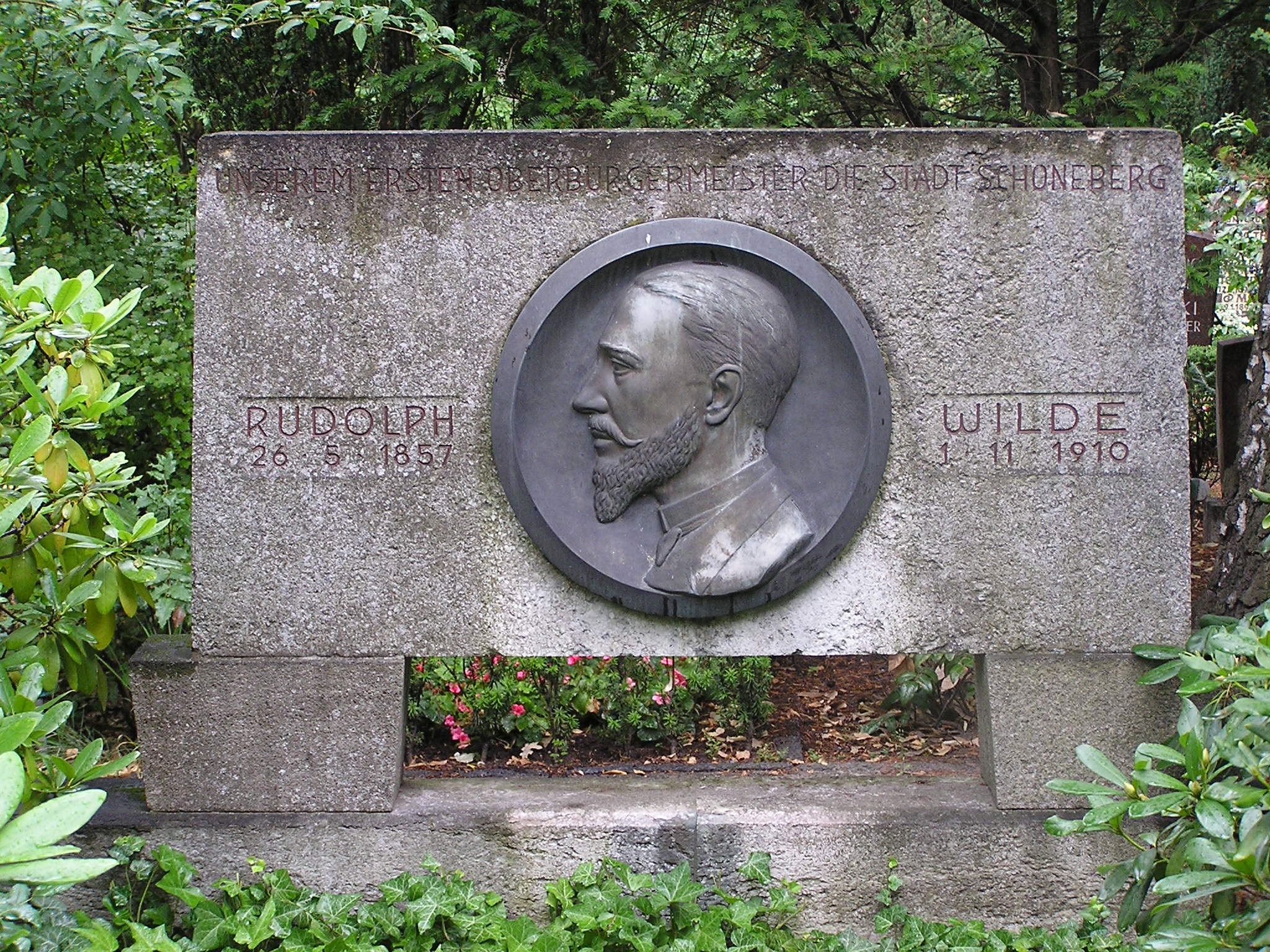
Ehrengrab für Rudolph Wilde

Im Zuge des geplanten Umbaus Berlins zur „Welthauptstadt Germania“ sollte im Bereich des heutigen Bahnhofs Südkreuz der monumentale Südbahnhof entstehen. Die Auswirkungen der Umgestaltung der Gleisanlagen reichten bis zum Schöneberger Friedhof. Im Februar 1938 teilte die Reichsbahn mit, dass sie in diesem Zusammenhang eine im nordöstlichen Bereich, schräg über den Friedhof verlaufende Fläche für eine Bahntrasse benötige. Baubeginn sollte bereits im Juni des gleichen Jahres sein. Aber die Trassenplanung der Reichsbahn wurde erst im Januar 1939 abgeschlossen. Die Entwidmung der Fläche durch den Polizeipräsidenten erfolgte am 3. April 1939. Am 19. Juni begannen die Abtransporte der Grabsteine, einen Monat später, am 17. Juli 1939, die Umbettungen. Wenn die Nachfahren keine neue Grabstelle auf einem anderen Friedhof erwarben, erfolgte die Umbettung auf die außerhalb Berlins gelegenen Wilmersdorfer Waldfriedhöfe Stahnsdorf oder Güterfelde, noch abgelegener als ersterer. Auch das Grab von Rudolph Wilde, dem ersten Bürgermeister von Schöneberg, war betroffen und wurde in den verbleibenden Friedhofsteil verlegt. Am 9. August 1939 waren die Umbettungen beendet. Insgesamt wurden 2778 Umbettungen durchgeführt.

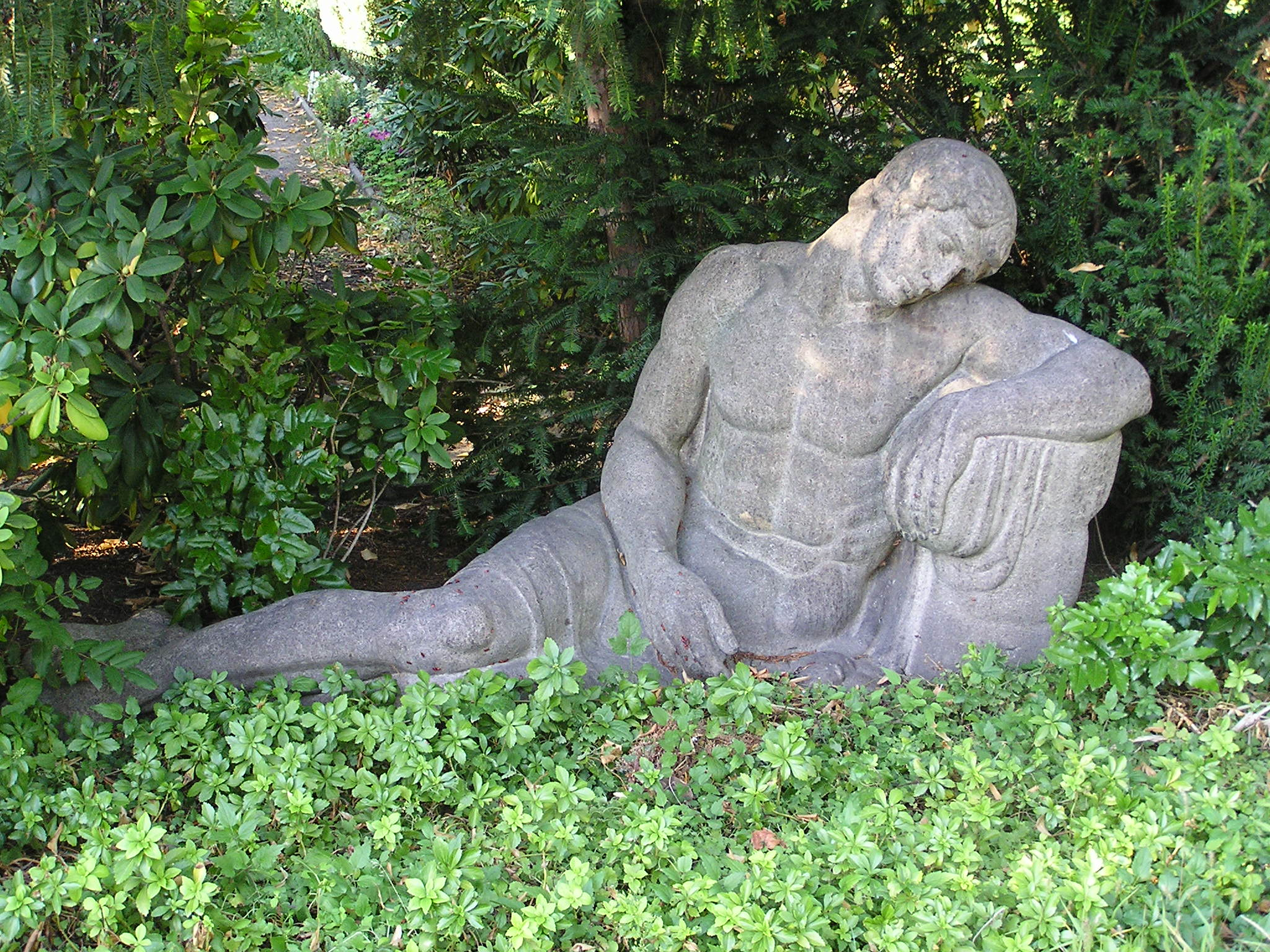
Skulptur Der Schlaf von Hermann Hosaeus

Die Friedhofskapelle und die Aborträume, die ebenfalls auf der Bahntrasse lagen, wurden vorerst nicht abgerissen und weiter benutzt. Ein im Juli 1939 entworfener Ersatzbau wurde nicht realisiert. Noch im März 1942 fragte die Friedhofsverwaltung bei der Reichsbahn an, wann mit einem Abriss der Friedhofsbauten zu rechnen sei. Nachdem die Kapelle für die „Germania-Pläne“ nicht abgerissen wurde, erfolgte ihre Zerstörung im Zweiten Weltkrieg. Der Anbau mit Büro und Aufenthaltsraum blieb jedoch erhalten und der Aufenthaltsraum wurde nun in der Nachkriegszeit in eine kleine Feierhalle umgebaut. 1951 fertiggestellte Pläne zum Wiederaufbau der Kapelle wurden nicht mehr ausgeführt.

### Nachkriegszeit
Annähernd im gesamten geräumten Friedhofsbereich hatte die Reichsbahn bereits mit Geländeabtragungen begonnen. Nach dem Zweiten Weltkrieg wurde hier die Kleingartenkolonie „Maxstraße e. V.“ angesiedelt, die diesen Namen bis heute trägt, obwohl die Maxstraße 1963 in Kärntener Straße umbenannt wurde. Die Friedhofsfläche verkleinerte sich dadurch um etwa ein Drittel. Ein kleiner geräumter Bereich um die Kapelle wurde nach dem Krieg wieder neu belegt.

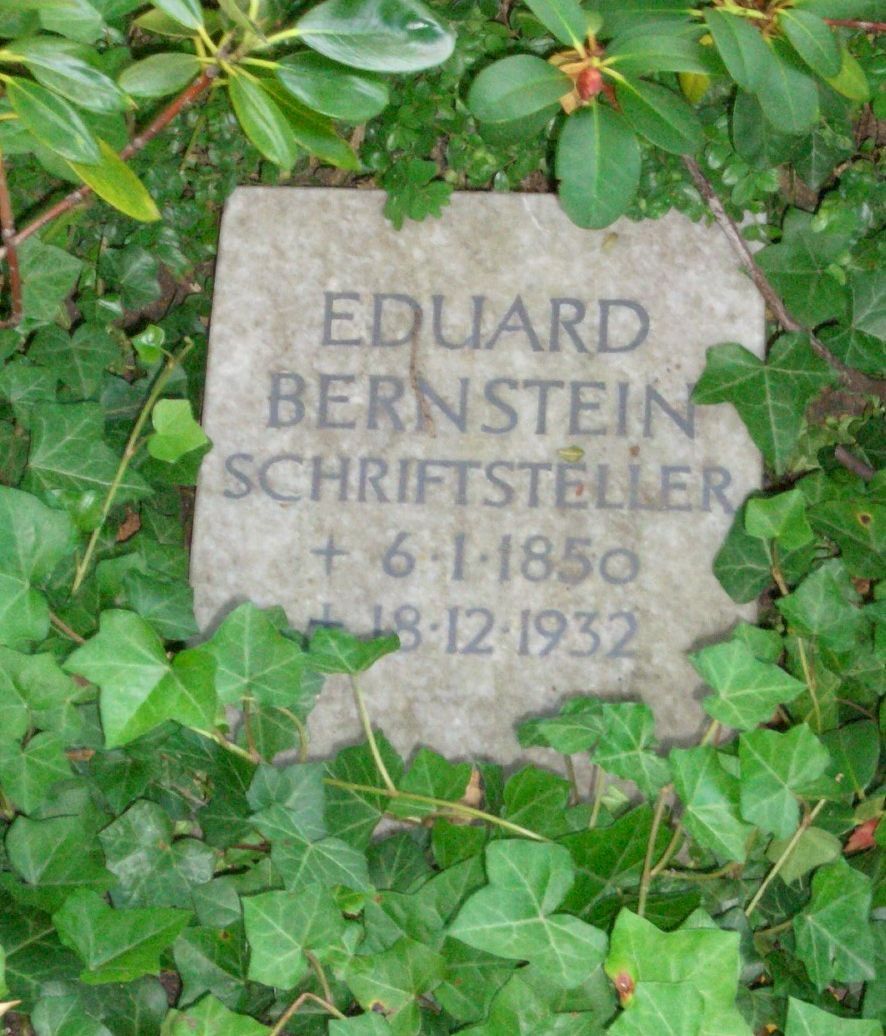
Grabmal von Eduard Bernstein

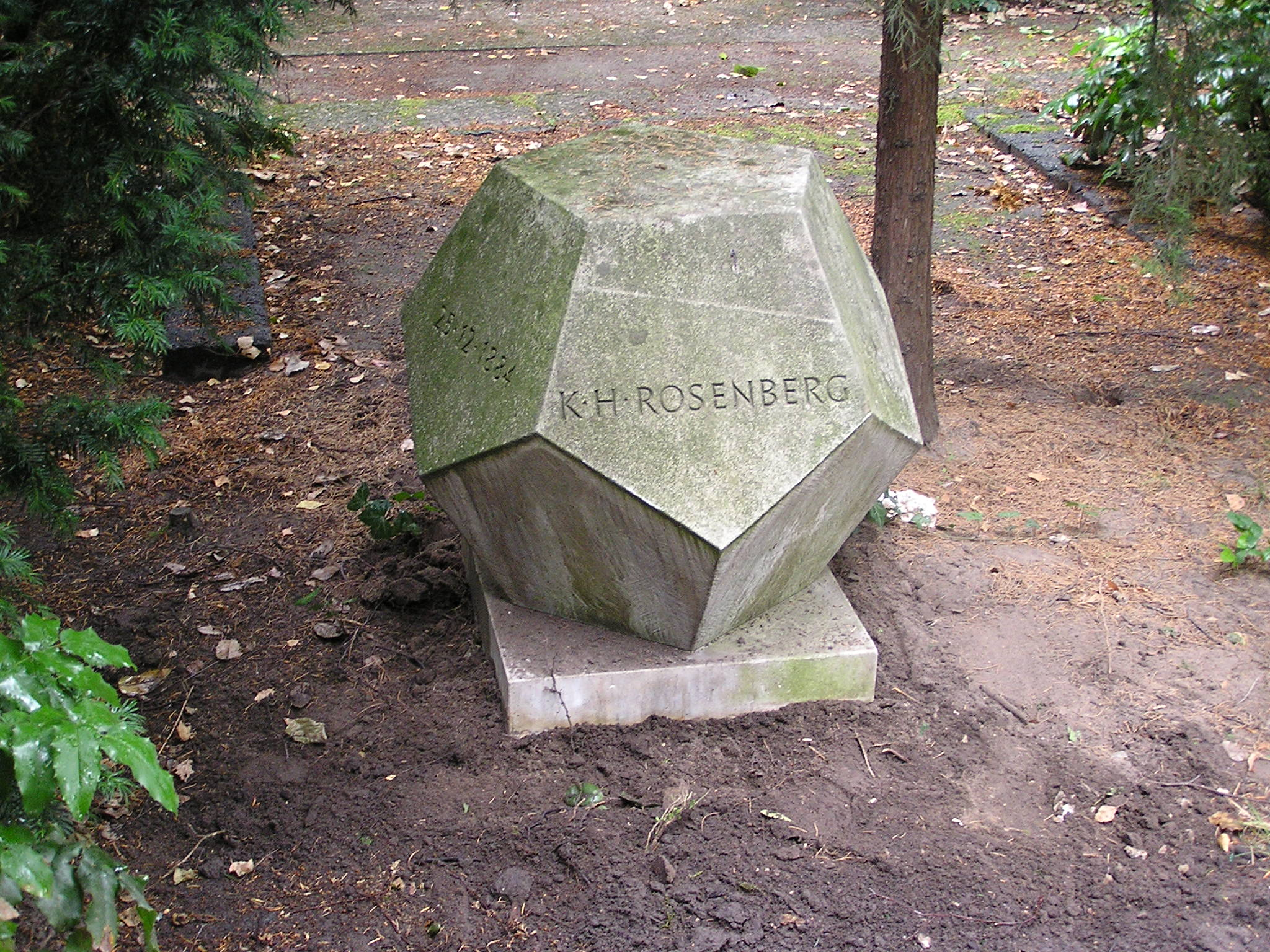
Grabmal für Kurt Hermann Rosenberg

Viel einschneidender als der Zweite Weltkrieg war für den Friedhof der Bau der Stadtautobahn A 100. Diese führt diagonal über das Friedhofsgelände und halbierte die ja bereits verkleinerte Friedhofsfläche. Büro und Feierhalle lagen nun abseits des Friedhofs auf einer kleinen Restfläche und wurden abgerissen. Als Ersatz wurde ein kleiner schmuckloser Bau am neuen Haupteingang an der Eisackstraße errichtet. Die Größe des Friedhofs betrug nun nur noch 18.380 m². Die Skulptur Der Schlaf von Hermann Hosaeus von 1907 wurde 1969 bei der Geländefreimachung für den Autobahnbau von einer eingeebneten privaten Grabstelle in die Südecke des Restfriedhofs versetzt.
Der mittlerweile enorme Verkehrslärm der angrenzenden Autobahn führt zu einem für einen Friedhof unpassenden Ambiente. Die Bestattungen gingen dadurch deutlich zurück, und viele Grabstellen sind seit Jahren ungenutzt.
Seit dem 1. Januar 2006 finden nun endgültig keine Beisetzungen mehr auf dem Friedhof statt, sodass der Friedhof entsprechend einem Beschluss des Bezirks Tempelhof-Schöneberg 2036 geschlossen werden kann.

## Beigesetzte Persönlichkeiten
Auf dem I. Städtischen Friedhof Eisackstraße beigesetzte Persönlichkeiten sind:
- Alexander Meyer (1832–1908), Journalist und Politiker[11]
- Rudolph Wilde (1857–1910), Kommunalpolitiker und Oberbürgermeister von Schöneberg (Ehrengrab)
- Eduard Bernstein (1850–1932), Publizist und Politiker (Mitglied des Deutschen Reichstags) (Ehrengrab)
- Kurt Hermann Rosenberg (1884–1975), Maler und Bildhauer
- Heinrich Bauer (1896–1975), Schriftsteller
- Friedrich Wegehaupt (1904–2000), Kommunalpolitiker und Träger des Bundesverdienstkreuzes 1. Klasse (Ehrengrab)

## Entwicklung der Friedhofsfläche
|  |  |  |